# Banyingela Kasonga
Banyingela Kasonga est un responsable religieux kino Congolais.

## Biographie

### Enfance, éducation et débuts
Banyingela Kasonga est né le 4 mai 1959 à Dimbelenge dans la région du Kasaï-Occidental, République démocratique du Congo. Il a un cursus en théologie à l’Université de Kinshasa ainsi qu’un doctorat à la Katholieke Universiteit Leuven (KUL) en Belgique.
Il est polyglotte (il parle six langues : tchiluba, lingala, français, anglais, néerlandais, espagnol).

### Carrière
Au cours de sa carrière, Banyingela Kasonga a eu plusieurs occupations qui le propulsèrent à la tête de différentes communautés ,:
- 1985 - 1988 : vicaire à la Paroisse Notre Dame
- 1988 - 1994 : directeur du Collège Saint Pie X (Kananga)
- 1994 - 1996 : directeur du Petit Séminaire de Kabwe
- 1999 - 2000 : professeur invité de théologie systématique au Grand Séminaire de Malole (Kananga).